# Lindved (Sydslesvig)
 For alternative betydninger, se Lindved. (Se også artikler, som begynder med Lindved)
Lindved, Lindeved (dansk) eller Lindewitt (tysk) er en landsby og kommune beliggende i et skovrigt område ved Lindåen vest for Flensborg i Sydslesvig. Administrativt hører kommunen under Slesvig-Flensborg kreds i den tyske delstat Slesvig-Holsten. Kommunen omfatter i dag ved siden af Lindved også Lille Vi (tysk Kleinwiehe), Sønder og Øster Lindå (Linnau), Lyngvrå (Lüngerau), Risbrig (Riesbriek), Sillerup og Vanrad el. Vanraad (Wanratt), og samarbejder på administrativt plan med andre kommuner i Skovlund kommunefællesskab (Amt Schafflund). I kirkelig henseende hører kommunen delvis under Store Vi og Nørre Haksted Sogn (Lindå og Risbrig). Begge sogne lå i Vis Herred (Flensborg Amt), da Slesvig var dansk indtil 1864.
Stednavnet er første gang nævnt 1498, sammensat af linde og ved for skov. Det forhenværende Lindeved Gods (Lindvedgaard) blev parcelleret 1796. Risbrig er første gang nævnt 1352. Forleddet ris (gada. risa) bruges om krat. Efterleddet -brig (oldnordisk: brīk) beskriver en fjæl, fjælevæg (bræddevæg) eller en kort bænk ved siden af døren eller bruges i betydning brændestabel. Den nuværende kommune blev dannet ved kommunalreformen i marts 1974 ved sammenlægning af Lille Vi, Lindved-Lyngvrå, Lindå, Risbrig og Sillerup.

## Folkesagn
Der findes flere kendte folkesagn fra Lindved-området såsom sagnet om Lindved Slot og om Nis Puk på Lindvedgård